# Dánsko na Letních olympijských hrách 2004
Dánsko se účastnilo Letní olympiády 2004. Zastupovalo ho 92 sportovců (48 mužů a 44 žen) v 16 sportech.

## Medailisté
| Medaile | Jméno | Sport        | Soutěž                                   |
| ------- | --- | ------------ | ---------------------------------------- |
| Zlato   | Kristine Andersen Karen Brødsgaard Line Daugaard Katrine Fruelund Trine Jensen Rikke Jørgensen Lotte Kiærskou Henriette Mikkelsen Karin Mortensen Louise Nørgaard Rikke Schmidt Rikke Skov Camilla Thomsen Josephine Touray Mette Vestergaard | Házená       | Turnaj žen                               |
| Zlato   | Eskild Ebbesen Thomas Ebert Thor Kristensen Stephan Mølvig | Veslování    | Muži čtyřka bez kormidelníka lehkých vah |
| Bronz   | Joachim Olsen | Atletika     | Muži vrh koulí                           |
| Bronz   | Wilson Kipketer | Atletika     | Muži 800 m                               |
| Bronz   | Jens Eriksen Mette Schjoldager | Badminton    | Smíšená čtyřhra                          |
| Bronz   | Michael Maze Finn Tugwell | Stolní tenis | Mužská čtyřhra                           |
| Bronz   | Signe Livbjergová | Jachting     | Ženy Europe Class                        |
| Bronz   | Dorte Jensen Helle Jespersen Christina Otzen | Jachting     | Ženy Yngling Class                       |